# Volta a la Comunitat Valenciana 2017
La Volta a la Comunitat Valenciana 2017, 68a edició de la Volta a la Comunitat Valenciana, fou una competició ciclista per etapes que es disputà entre l'1 i el 5 de febrer de 2017 sobre un recorregut inicialment previst de 689,7 km repartits entre cinc etapes, la primera d'elles contrarellotge per equips. Per culpa del vent i la pluja caiguda la darrera etapa l'organització es va veure obligat a escurçar-la. La cursa formava part del calendari de l'UCI Europa Tour 2017, amb una categoria 2.1.
El vencedor final fou el colombià Nairo Quintana (Movistar Team), que va dinamitar la cursa en la quarta etapa, la reina de la present edició. Ben Hermans i Manuel Senni, ambdós del BMC Racing Team, completaren el podi. Senni també s'imposà en la classificació dels joves, mentre Cyril Gautier (AG2R La Mondiale) ho va fer en les classificacions de la muntanya i els esprints. Philippe Gilbert (Quick-Step Floors) ho va fer en la combinada i el Movistar Team fou el millor equip.

## Equips
L'organització convidà a 25 equips a prendre part en aquesta cursa.
| WorldTeams (12)- Movistar Team - Sky - BMC Racing Team - Orica-Scott - Quick-Step Floors - Cannondale-Drapac - Astana - Dimension Data - Lotto NL-Jumbo - AG2R La Mondiale - Katusha-Alpecin - FDJ Equips continentals professionals (7)- Caja Rural-Seguros RGA - CCC Sprandi Polkowice - Cofidis, Solutions Crédits - Direct Énergie - Israel Cycling Academy - Gazprom-RusVelo - Roompot-Nederlandse Loterij Equips continentals (5)- Burgos-BH - Euskadi Basque Country-Murias - Inteja-Dominican - Team Ukyo - W52-FC Porto Equip nacional- Espanya |
| |

## Etapes
| Etapa    | Data     | Ciutats d'etapa             | type                      | Distància (km) | Vencedor de l'etapa  | Líder de la general  |
| -------- | -------- | --------------------------- | ------------------------- | -------------- | -------------------- | -------------------- |
| 1a etapa | 1 de feb | Oriola – Oriola             | contrarellotge per equips | 37,9           | BMC Racing Team      | Manuel Senni         |
| 2a etapa | 2 de feb | Alacant – Dénia             | etapa accidentada         | 180,6          | Tony Martin          | Greg Van Avermaet    |
| 3a etapa | 3 de feb | Canals – Riba-roja de Túria | etapa plana               | 161            | Magnus Cort Nielsen  | Greg Van Avermaet    |
| 4a etapa | 4 de feb | Sogorb – Llucena            | etapa de muntanya         | 180            | Nairo Quintana Rojas | Nairo Quintana Rojas |
| 5a etapa | 5 de feb | Paterna – València          | etapa plana               | 51,2           | Bryan Coquard        | Nairo Quintana Rojas |

### Etapa 1
| \| Classificació de l'etapa \| Classificació de l'etapa \| Classificació de l'etapa \| Classificació de l'etapa \| Classificació de l'etapa \| Classificació de l'etapa \| \| Equip \| Equip \| Temps \| Diferència de temps \| Velocitat \| \| \| ------------------------ \| ------------------------ \| ------------------------ \| ------------------------ \| ------------------------ \| ------------------------ \| \| 1r \| BMC Racing Team \| 43' 17" \| 43' 17" \| 52.538 km/h \| \| \| 2n \| Sky \| 43' 38" \| + 21" \| 52.116 km/h \| \| \| 3r \| Quick-Step Floors \| 44' 06" \| + 49" \| 51.565 km/h \| \| \| 4t \| Movistar Team \| 44' 19" \| + 1' 02" \| 51.313 km/h \| \| \| 5è \| Lotto NL-Jumbo \| 44' 29" \| + 1' 12" \| 51.101 km/h \| \| \| 6è \| Astana \| 44' 33" \| + 1' 16" \| 51.044 km/h \| \| \| 7è \| FDJ \| 44' 47" \| + 1' 30" \| 50.778 km/h \| \| \| 8è \| Katusha-Alpecin \| 45' 09" \| + 1' 52" \| 50.365 km/h \| \| \| 9è \| Cannondale-Drapac \| 45' 14" \| + 1' 57" \| 50.273 km/h \| \| \| 10è \| Orica-Scott \| 45' 17" \| + 2' 00" \| 50.217 km/h \| \| |                   |         |                     |             |
| |                   |         |                     |             |
| Font: ProCyclingStats |                   |         |                     |             |
| Classificació de l'etapa |                   |         |                     |             |
| Equip | Equip             | Temps   | Diferència de temps | Velocitat   |
| 1r | BMC Racing Team   | 43' 17" | 43' 17"             | 52.538 km/h |
| 2n | Sky               | 43' 38" | + 21"               | 52.116 km/h |
| 3r | Quick-Step Floors | 44' 06" | + 49"               | 51.565 km/h |
| 4t | Movistar Team     | 44' 19" | + 1' 02"            | 51.313 km/h |
| 5è | Lotto NL-Jumbo    | 44' 29" | + 1' 12"            | 51.101 km/h |
| 6è | Astana            | 44' 33" | + 1' 16"            | 51.044 km/h |
| 7è | FDJ               | 44' 47" | + 1' 30"            | 50.778 km/h |
| 8è | Katusha-Alpecin   | 45' 09" | + 1' 52"            | 50.365 km/h |
| 9è | Cannondale-Drapac | 45' 14" | + 1' 57"            | 50.273 km/h |
| 10è | Orica-Scott       | 45' 17" | + 2' 00"            | 50.217 km/h |

| \| Classificació general \| Classificació general \| Classificació general \| Classificació general \| Classificació general \| \| Corredor \| Corredor \| Equip \| Temps \| \| \| --------------------- \| --------------------- \| --------------------- \| --------------------- \| --------------------- \| \| 1r \| Manuel Senni \| BMC Racing Team \| 43' 17" \| \| \| 2n \| Michael Schär \| BMC Racing Team \| + 0" \| \| \| 3r \| Greg Van Avermaet \| BMC Racing Team \| + 0" \| \| \| 4t \| Nicolas Roche \| BMC Racing Team \| + 0" \| \| \| 5è \| Stefan Küng \| BMC Racing Team \| + 0" \| \| \| 6è \| Ben Hermans \| BMC Racing Team \| + 0" \| \| \| 7è \| Łukasz Wiśniowski \| Team Sky \| + 21" \| \| \| 8è \| Philip Deignan \| Team Sky \| + 21" \| \| \| 9è \| Michał Kwiatkowski \| Team Sky \| + 21" \| \| \| 10è \| Wout Poels \| Team Sky \| + 21" \| \| |                    |                 |         |
| |                    |                 |         |
| Font: ProCyclingStats |                    |                 |         |
| Classificació general |                    |                 |         |
| Corredor | Corredor           | Equip           | Temps   |
| 1r | Manuel Senni       | BMC Racing Team | 43' 17" |
| 2n | Michael Schär      | BMC Racing Team | + 0"    |
| 3r | Greg Van Avermaet  | BMC Racing Team | + 0"    |
| 4t | Nicolas Roche      | BMC Racing Team | + 0"    |
| 5è | Stefan Küng        | BMC Racing Team | + 0"    |
| 6è | Ben Hermans        | BMC Racing Team | + 0"    |
| 7è | Łukasz Wiśniowski  | Team Sky        | + 21"   |
| 8è | Philip Deignan     | Team Sky        | + 21"   |
| 9è | Michał Kwiatkowski | Team Sky        | + 21"   |
| 10è | Wout Poels         | Team Sky        | + 21"   |

### Etapa 2
| \| Classificació de l'etapa \| Classificació de l'etapa \| Classificació de l'etapa \| Classificació de l'etapa \| Classificació de l'etapa \| \| Corredor \| Corredor \| Equip \| Temps \| \| \| ------------------------ \| -------------------------- \| --------------------------- \| ------------------------ \| ------------------------ \| \| 1r \| Tony Martin \| Katusha-Alpecin \| 4h 44' 35" \| \| \| 2n \| Pim Ligthart \| Roompot-Nederlandse Loterij \| + 11" \| \| \| 3r \| Primož Roglič \| LottoNL-Jumbo \| + 11" \| \| \| 4t \| David de la Cruz Melgarejo \| Quick-Step Floors \| + 11" \| \| \| 5è \| Michele Scarponi \| Astana \| + 11" \| \| \| 6è \| Amaro Antunes \| W52-FC Porto \| DQ \| \| \| 7è \| Nairo Quintana Rojas \| Movistar Team \| + 11" \| \| \| 8è \| Greg Van Avermaet \| BMC Racing Team \| + 19" \| \| \| 9è \| Philippe Gilbert \| Quick-Step Floors \| + 19" \| \| \| 10è \| Kristian Sbaragli \| Dimension Data \| + 19" \| \| |                            |                             |            |
| |                            |                             |            |
| Font: ProCyclingStats |                            |                             |            |
| Classificació de l'etapa |                            |                             |            |
| Corredor | Corredor                   | Equip                       | Temps      |
| 1r | Tony Martin                | Katusha-Alpecin             | 4h 44' 35" |
| 2n | Pim Ligthart               | Roompot-Nederlandse Loterij | + 11"      |
| 3r | Primož Roglič              | LottoNL-Jumbo               | + 11"      |
| 4t | David de la Cruz Melgarejo | Quick-Step Floors           | + 11"      |
| 5è | Michele Scarponi           | Astana                      | + 11"      |
| 6è | Amaro Antunes              | W52-FC Porto                | DQ         |
| 7è | Nairo Quintana Rojas       | Movistar Team               | + 11"      |
| 8è | Greg Van Avermaet          | BMC Racing Team             | + 19"      |
| 9è | Philippe Gilbert           | Quick-Step Floors           | + 19"      |
| 10è | Kristian Sbaragli          | Dimension Data              | + 19"      |

| \| Classificació general \| Classificació general \| Classificació general \| Classificació general \| Classificació general \| \| Corredor \| Corredor \| Equip \| Temps \| \| \| --------------------- \| -------------------------- \| --------------------- \| --------------------- \| --------------------- \| \| 1r \| Greg Van Avermaet \| BMC Racing Team \| 5h 28' 11" \| \| \| 2n \| Manuel Senni \| BMC Racing Team \| + 0" \| \| \| 3r \| Ben Hermans \| BMC Racing Team \| + 0" \| \| \| 4t \| David López García \| Team Sky \| + 21" \| \| \| 5è \| Nicolas Roche \| BMC Racing Team \| + 37" \| \| \| 6è \| David de la Cruz Melgarejo \| Quick-Step Floors \| + 41" \| \| \| 7è \| Philippe Gilbert \| Quick-Step Floors \| + 49" \| \| \| 8è \| Zdeněk Štybar \| Quick-Step Floors \| + 49" \| \| \| 9è \| Daniel Martin \| Quick-Step Floors \| + 49" \| \| \| 10è \| Nairo Quintana Rojas \| Movistar Team \| + 54" \| \| |                            |                   |            |
| |                            |                   |            |
| Font: ProCyclingStats |                            |                   |            |
| Classificació general |                            |                   |            |
| Corredor | Corredor                   | Equip             | Temps      |
| 1r | Greg Van Avermaet          | BMC Racing Team   | 5h 28' 11" |
| 2n | Manuel Senni               | BMC Racing Team   | + 0"       |
| 3r | Ben Hermans                | BMC Racing Team   | + 0"       |
| 4t | David López García         | Team Sky          | + 21"      |
| 5è | Nicolas Roche              | BMC Racing Team   | + 37"      |
| 6è | David de la Cruz Melgarejo | Quick-Step Floors | + 41"      |
| 7è | Philippe Gilbert           | Quick-Step Floors | + 49"      |
| 8è | Zdeněk Štybar              | Quick-Step Floors | + 49"      |
| 9è | Daniel Martin              | Quick-Step Floors | + 49"      |
| 10è | Nairo Quintana Rojas       | Movistar Team     | + 54"      |

### Etapa 3
| \| Classificació de l'etapa \| Classificació de l'etapa \| Classificació de l'etapa \| Classificació de l'etapa \| Classificació de l'etapa \| \| Corredor \| Corredor \| Equip \| Temps \| \| \| ------------------------ \| ------------------------ \| -------------------------- \| ------------------------ \| ------------------------ \| \| 1r \| Magnus Cort Nielsen \| Orica-Scott \| 3h 49' 02" \| \| \| 2n \| Nacer Bouhanni \| Cofidis, Solutions Crédits \| + 0" \| \| \| 3r \| Bryan Coquard \| Direct Énergie \| + 0" \| \| \| 4t \| Yves Lampaert \| Quick-Step Floors \| + 0" \| \| \| 5è \| Enrique Sanz Unzué \| Espanya \| + 0" \| \| \| 6è \| Samuel Caldeira \| W52-FC Porto \| + 0" \| \| \| 7è \| Oliver Naesen \| AG2R La Mondiale \| + 0" \| \| \| 8è \| Zakkari Dempster \| Israel Cycling Academy \| + 0" \| \| \| 9è \| Greg Van Avermaet \| BMC Racing Team \| + 0" \| \| \| 10è \| Viatxeslav Kuznetsov \| Katusha-Alpecin \| + 0" \| \| |                      |                            |            |
| |                      |                            |            |
| Font: ProCyclingStats |                      |                            |            |
| Classificació de l'etapa |                      |                            |            |
| Corredor | Corredor             | Equip                      | Temps      |
| 1r | Magnus Cort Nielsen  | Orica-Scott                | 3h 49' 02" |
| 2n | Nacer Bouhanni       | Cofidis, Solutions Crédits | + 0"       |
| 3r | Bryan Coquard        | Direct Énergie             | + 0"       |
| 4t | Yves Lampaert        | Quick-Step Floors          | + 0"       |
| 5è | Enrique Sanz Unzué   | Espanya                    | + 0"       |
| 6è | Samuel Caldeira      | W52-FC Porto               | + 0"       |
| 7è | Oliver Naesen        | AG2R La Mondiale           | + 0"       |
| 8è | Zakkari Dempster     | Israel Cycling Academy     | + 0"       |
| 9è | Greg Van Avermaet    | BMC Racing Team            | + 0"       |
| 10è | Viatxeslav Kuznetsov | Katusha-Alpecin            | + 0"       |

| \| Classificació general \| Classificació general \| Classificació general \| Classificació general \| Classificació general \| \| Corredor \| Corredor \| Equip \| Temps \| \| \| --------------------- \| -------------------------- \| --------------------- \| --------------------- \| --------------------- \| \| 1r \| Greg Van Avermaet \| BMC Racing Team \| 9h 17' 13" \| \| \| 2n \| Ben Hermans \| BMC Racing Team \| + 0" \| \| \| 3r \| Manuel Senni \| BMC Racing Team \| + 7" \| \| \| 4t \| David López García \| Team Sky \| + 28" \| \| \| 5è \| Nicolas Roche \| BMC Racing Team \| + 44" \| \| \| 6è \| David de la Cruz Melgarejo \| Quick-Step Floors \| + 48" \| \| \| 7è \| Zdeněk Štybar \| Quick-Step Floors \| + 49" \| \| \| 8è \| Philippe Gilbert \| Quick-Step Floors \| + 49" \| \| \| 9è \| Nairo Quintana Rojas \| Movistar Team \| + 54" \| \| \| 10è \| Daniel Martin \| Quick-Step Floors \| + 56" \| \| |                            |                   |            |
| |                            |                   |            |
| Font: ProCyclingStats |                            |                   |            |
| Classificació general |                            |                   |            |
| Corredor | Corredor                   | Equip             | Temps      |
| 1r | Greg Van Avermaet          | BMC Racing Team   | 9h 17' 13" |
| 2n | Ben Hermans                | BMC Racing Team   | + 0"       |
| 3r | Manuel Senni               | BMC Racing Team   | + 7"       |
| 4t | David López García         | Team Sky          | + 28"      |
| 5è | Nicolas Roche              | BMC Racing Team   | + 44"      |
| 6è | David de la Cruz Melgarejo | Quick-Step Floors | + 48"      |
| 7è | Zdeněk Štybar              | Quick-Step Floors | + 49"      |
| 8è | Philippe Gilbert           | Quick-Step Floors | + 49"      |
| 9è | Nairo Quintana Rojas       | Movistar Team     | + 54"      |
| 10è | Daniel Martin              | Quick-Step Floors | + 56"      |

### Etapa 4
| \| Classificació de l'etapa \| Classificació de l'etapa \| Classificació de l'etapa \| Classificació de l'etapa \| Classificació de l'etapa \| \| Corredor \| Corredor \| Equip \| Temps \| \| \| ------------------------ \| ------------------------ \| ------------------------ \| ------------------------ \| ------------------------ \| \| 1r \| Nairo Quintana Rojas \| Movistar Team \| 5h 02' 19" \| \| \| 2n \| Merhawi Kudus \| Dimension Data \| + 40" \| \| \| 3r \| Amaro Antunes \| W52-FC Porto \| DQ \| \| \| 4t \| Wout Poels \| Team Sky \| + 48" \| \| \| 5è \| Primož Roglič \| LottoNL-Jumbo \| + 57" \| \| \| 6è \| Daniel Martin \| Quick-Step Floors \| + 1' 07" \| \| \| 7è \| Ben Hermans \| BMC Racing Team \| + 1' 07" \| \| \| 8è \| Steven Kruijswijk \| LottoNL-Jumbo \| + 1' 10" \| \| \| 9è \| Jakob Fuglsang \| Astana \| + 1' 13" \| \| \| 10è \| Davide Formolo \| Cannondale-Drapac \| + 1' 17" \| \| |                      |                   |            |
| |                      |                   |            |
| Font: ProCyclingStats |                      |                   |            |
| Classificació de l'etapa |                      |                   |            |
| Corredor | Corredor             | Equip             | Temps      |
| 1r | Nairo Quintana Rojas | Movistar Team     | 5h 02' 19" |
| 2n | Merhawi Kudus        | Dimension Data    | + 40"      |
| 3r | Amaro Antunes        | W52-FC Porto      | DQ         |
| 4t | Wout Poels           | Team Sky          | + 48"      |
| 5è | Primož Roglič        | LottoNL-Jumbo     | + 57"      |
| 6è | Daniel Martin        | Quick-Step Floors | + 1' 07"   |
| 7è | Ben Hermans          | BMC Racing Team   | + 1' 07"   |
| 8è | Steven Kruijswijk    | LottoNL-Jumbo     | + 1' 10"   |
| 9è | Jakob Fuglsang       | Astana            | + 1' 13"   |
| 10è | Davide Formolo       | Cannondale-Drapac | + 1' 17"   |

| \| Classificació general \| Classificació general \| Classificació general \| Classificació general \| Classificació general \| \| Corredor \| Corredor \| Equip \| Temps \| \| \| --------------------- \| ---------------------------- \| --------------------- \| --------------------- \| --------------------- \| \| 1r \| Nairo Quintana Rojas \| Movistar Team \| 14h 20' 26" \| \| \| 2n \| Ben Hermans \| BMC Racing Team \| + 13" \| \| \| 3r \| Manuel Senni \| BMC Racing Team \| + 32" \| \| \| 4t \| Wout Poels \| Team Sky \| + 52" \| \| \| 5è \| Daniel Martin \| Quick-Step Floors \| + 1' 09" \| \| \| 6è \| Jakob Fuglsang \| Astana \| + 1' 42" \| \| \| 7è \| David de la Cruz Melgarejo \| Quick-Step Floors \| + 1' 53" \| \| \| 8è \| Steven Kruijswijk \| LottoNL-Jumbo \| + 2' 12" \| \| \| 9è \| Merhawi Kudus \| Dimension Data \| + 2' 13" \| \| \| 10è \| Jonathan Castroviejo Nicolás \| Movistar Team \| + 2' 25" \| \| |                              |                   |             |
| |                              |                   |             |
| Font: ProCyclingStats |                              |                   |             |
| Classificació general |                              |                   |             |
| Corredor | Corredor                     | Equip             | Temps       |
| 1r | Nairo Quintana Rojas         | Movistar Team     | 14h 20' 26" |
| 2n | Ben Hermans                  | BMC Racing Team   | + 13"       |
| 3r | Manuel Senni                 | BMC Racing Team   | + 32"       |
| 4t | Wout Poels                   | Team Sky          | + 52"       |
| 5è | Daniel Martin                | Quick-Step Floors | + 1' 09"    |
| 6è | Jakob Fuglsang               | Astana            | + 1' 42"    |
| 7è | David de la Cruz Melgarejo   | Quick-Step Floors | + 1' 53"    |
| 8è | Steven Kruijswijk            | LottoNL-Jumbo     | + 2' 12"    |
| 9è | Merhawi Kudus                | Dimension Data    | + 2' 13"    |
| 10è | Jonathan Castroviejo Nicolás | Movistar Team     | + 2' 25"    |

### Etapa 5
| \| Classificació de l'etapa \| Classificació de l'etapa \| Classificació de l'etapa \| Classificació de l'etapa \| Classificació de l'etapa \| \| Corredor \| Corredor \| Equip \| Temps \| \| \| ------------------------ \| ------------------------ \| --------------------------- \| ------------------------ \| ------------------------ \| \| 1r \| Bryan Coquard \| Direct Énergie \| 1h 01' 23" \| \| \| 2n \| Nacer Bouhanni \| Cofidis, Solutions Crédits \| + 0" \| \| \| 3r \| Coen Vermeltfoort \| Roompot-Nederlandse Loterij \| + 0" \| \| \| 4t \| Yves Lampaert \| Quick-Step Floors \| + 0" \| \| \| 5è \| Iljo Keisse \| Quick-Step Floors \| + 0" \| \| \| 6è \| Viatxeslav Kuznetsov \| Katusha-Alpecin \| + 0" \| \| \| 7è \| Magnus Cort Nielsen \| Orica-Scott \| + 0" \| \| \| 8è \| Guillaume Boivin \| Israel Cycling Academy \| + 0" \| \| \| 9è \| Enrique Sanz Unzué \| Espanya \| + 0" \| \| \| 10è \| Kristian Sbaragli \| Dimension Data \| + 0" \| \| |                      |                             |            |
| |                      |                             |            |
| Font: ProCyclingStats |                      |                             |            |
| Classificació de l'etapa |                      |                             |            |
| Corredor | Corredor             | Equip                       | Temps      |
| 1r | Bryan Coquard        | Direct Énergie              | 1h 01' 23" |
| 2n | Nacer Bouhanni       | Cofidis, Solutions Crédits  | + 0"       |
| 3r | Coen Vermeltfoort    | Roompot-Nederlandse Loterij | + 0"       |
| 4t | Yves Lampaert        | Quick-Step Floors           | + 0"       |
| 5è | Iljo Keisse          | Quick-Step Floors           | + 0"       |
| 6è | Viatxeslav Kuznetsov | Katusha-Alpecin             | + 0"       |
| 7è | Magnus Cort Nielsen  | Orica-Scott                 | + 0"       |
| 8è | Guillaume Boivin     | Israel Cycling Academy      | + 0"       |
| 9è | Enrique Sanz Unzué   | Espanya                     | + 0"       |
| 10è | Kristian Sbaragli    | Dimension Data              | + 0"       |

## Classificació final
| \| Classificació general \| Classificació general \| Classificació general \| Classificació general \| Classificació general \| \| Corredor \| Corredor \| Equip \| Temps \| \| \| --------------------- \| ---------------------------- \| --------------------- \| --------------------- \| --------------------- \| \| 1r \| Nairo Quintana Rojas \| Movistar Team \| 15h 21' 49" \| \| \| 2n \| Ben Hermans \| BMC Racing Team \| + 13" \| \| \| 3r \| Manuel Senni \| BMC Racing Team \| + 32" \| \| \| 4t \| Wout Poels \| Team Sky \| + 52" \| \| \| 5è \| Daniel Martin \| Quick-Step Floors \| + 1' 09" \| \| \| 6è \| Jakob Fuglsang \| Astana \| + 1' 42" \| \| \| 7è \| David de la Cruz Melgarejo \| Quick-Step Floors \| + 1' 53" \| \| \| 8è \| Steven Kruijswijk \| LottoNL-Jumbo \| + 2' 12" \| \| \| 9è \| Merhawi Kudus \| Dimension Data \| + 2' 13" \| \| \| 10è \| Jonathan Castroviejo Nicolás \| Movistar Team \| + 2' 25" \| \| |                              |                   |             |
| |                              |                   |             |
| Fonts: ProCyclingStats Cycling Quotient Cycling Archives |                              |                   |             |
| Classificació general |                              |                   |             |
| Corredor | Corredor                     | Equip             | Temps       |
| 1r | Nairo Quintana Rojas         | Movistar Team     | 15h 21' 49" |
| 2n | Ben Hermans                  | BMC Racing Team   | + 13"       |
| 3r | Manuel Senni                 | BMC Racing Team   | + 32"       |
| 4t | Wout Poels                   | Team Sky          | + 52"       |
| 5è | Daniel Martin                | Quick-Step Floors | + 1' 09"    |
| 6è | Jakob Fuglsang               | Astana            | + 1' 42"    |
| 7è | David de la Cruz Melgarejo   | Quick-Step Floors | + 1' 53"    |
| 8è | Steven Kruijswijk            | LottoNL-Jumbo     | + 2' 12"    |
| 9è | Merhawi Kudus                | Dimension Data    | + 2' 13"    |
| 10è | Jonathan Castroviejo Nicolás | Movistar Team     | + 2' 25"    |

## Evolució de les classificacions
| Etapa | Vencedor            | Classificació general | Classificació per punts | Classificació de la muntanya | Classificació de la combinada | Classificació dels joves | Classificació per equips |
| ----- | ------------------- | --------------------- | ----------------------- | ---------------------------- | ----------------------------- | ------------------------ | ------------------------ |
| 1a    | BMC Racing          | Manuel Senni          | no entregat             | Michal Kwiatkowski           | Michal Kwiatkowski            | Manuel Senni             | BMC Racing               |
| 2a    | Tony Martin         | Greg Van Avermaet     | Cyril Gautier           | Johann Van Zyl               | Cyril Gautier                 | Manuel Senni             | BMC Racing               |
| 3a    | Magnus Cort Nielsen | Greg Van Avermaet     | Cyril Gautier           | Johann Van Zyl               | Cyril Gautier                 | Manuel Senni             | BMC Racing               |
| 4a    | Nairo Quintana      | Nairo Quintana        | Cyril Gautier           | Cyril Gautier                | Philippe Gilbert              | Manuel Senni             | Movistar Team            |
| 5a    | Bryan Coquard       | Nairo Quintana        | Cyril Gautier           | Cyril Gautier                | Philippe Gilbert              | Manuel Senni             | Movistar Team            |
| Final | Final               | Nairo Quintana        | Cyril Gautier           | Cyril Gautier                | Philippe Gilbert              | Manuel Senni             | Movistar Team            |